# Фредрік Модін
Фредрік Модін (швед. Fredrik Modin, нар. 8 жовтня 1974, Сундсвалль) — колишній шведський хокеїст, що грав на позиції крайнього нападника. Грав за збірну команду Швеції.
Олімпійський чемпіон. Володар Кубка Стенлі. Провів понад 900 матчів у Національній хокейній лізі.

## Ігрова кар'єра
Хокейну кар'єру розпочав на батьківщині 1991 року виступами за команду «Тімро».
1994 року був обраний на драфті НХЛ під 64-м загальним номером командою «Торонто Мейпл-Ліфс».
Протягом професійної клубної ігрової кар'єри, що тривала 21 рік, захищав кольори команд «Тімро», «Брюнес», «Торонто Мейпл-Ліфс», «Тампа-Бей Лайтнінг», «Колумбус Блю-Джекетс», «Лос-Анджелес Кінгс», «Атланта Трешерс» та «Калгарі Флеймс».
Загалом провів 955 матчів у НХЛ, включаючи 57 ігор плей-оф Кубка Стенлі.
Виступав за національну збірну Швеції, провів 42 ігор в її складі.

## Нагороди та досягнення
- Чемпіон світу з хокею 1998.
- Учасник матчу усіх зірок НХЛ — 2001.
- Бронзовий призер чемпіонату світу з хокею 2001 року.
- Володар Кубка Стенлі в складі «Тампа-Бей Лайтнінг» 2004 року.
- Чемпіон Зимових Олімпійських ігор 2006 року.
- Потрійний золотий клуб переможець чемпіонату світу 1998, Кубка Стенлі 2004 та Зимових Олімпійських ігор 2006.
- Найкращий бомбардир Кубка світу 2004.
- Команда всіх зірок Кубка світу 2004.

## Статистика

### Клубні виступи
| Сезон           | Клуб                   | Ліга            | Регулярна першість | Регулярна першість | Регулярна першість | Регулярна першість | Регулярна першість | Плей-оф | Плей-оф | Плей-оф | Плей-оф | Плей-оф |
| Сезон           | Клуб                   | Ліга            | І                  | Г                  | П                  | О                  | ШХ                 | І       | Г       | П       | О       | ШХ      |
| --------------- | ---------------------- | --------------- | ------------------ | ------------------ | ------------------ | ------------------ | ------------------ | ------- | ------- | ------- | ------- | ------- |
| 1991–92         | «Тімро»                | Швеція-2        | 11                 | 1                  | 0                  | 1                  | 0                  | —       | —       | —       | —       | —       |
| 1992–93         | «Тімро»                | Швеція-2        | 30                 | 5                  | 7                  | 12                 | 12                 | 5       | 1       | 0       | 1       | 0       |
| 1993–94         | «Тімро»                | Швеція-2        | 32                 | 16                 | 16                 | 32                 | 34                 | 2       | 0       | 1       | 1       | 6       |
| 1994–95         | «Брюнес»               | Елітсерія       | 37                 | 9                  | 10                 | 19                 | 30                 | 14      | 4       | 4       | 8       | 6       |
| 1995–96         | «Брюнес»               | Елітсерія       | 22                 | 4                  | 8                  | 12                 | 22                 | —       | —       | —       | —       | —       |
| 1996–97         | «Торонто Мейпл-Ліфс»   | НХЛ             | 76                 | 6                  | 7                  | 13                 | 24                 | —       | —       | —       | —       | —       |
| 1997–98         | «Торонто Мейпл-Ліфс»   | НХЛ             | 74                 | 16                 | 16                 | 32                 | 32                 | —       | —       | —       | —       | —       |
| 1998–99         | «Торонто Мейпл-Ліфс»   | НХЛ             | 67                 | 16                 | 15                 | 31                 | 35                 | 8       | 0       | 0       | 0       | 6       |
| 1999–00         | «Тампа-Бей Лайтнінг»   | НХЛ             | 80                 | 22                 | 26                 | 48                 | 18                 | —       | —       | —       | —       | —       |
| 2000–01         | «Тампа-Бей Лайтнінг»   | НХЛ             | 76                 | 32                 | 24                 | 56                 | 48                 | —       | —       | —       | —       | —       |
| 2001–02         | «Тампа-Бей Лайтнінг»   | НХЛ             | 54                 | 14                 | 17                 | 31                 | 27                 | —       | —       | —       | —       | —       |
| 2002–03         | «Тампа-Бей Лайтнінг»   | НХЛ             | 76                 | 17                 | 23                 | 40                 | 43                 | 11      | 2       | 0       | 2       | 18      |
| 2003–04         | «Тампа-Бей Лайтнінг»   | НХЛ             | 82                 | 29                 | 28                 | 57                 | 32                 | 23      | 8       | 11      | 19      | 10      |
| 2004–05         | «Тімро»                | Елітсерія       | 43                 | 12                 | 24                 | 36                 | 58                 | 7       | 1       | 1       | 2       | 8       |
| 2005–06         | «Тампа-Бей Лайтнінг»   | НХЛ             | 77                 | 31                 | 23                 | 54                 | 56                 | 5       | 0       | 0       | 0       | 6       |
| 2006–07         | «Колумбус Блю-Джекетс» | НХЛ             | 79                 | 22                 | 20                 | 42                 | 50                 | —       | —       | —       | —       | —       |
| 2007–08         | «Колумбус Блю-Джекетс» | НХЛ             | 23                 | 6                  | 6                  | 12                 | 20                 | —       | —       | —       | —       | —       |
| 2008–09         | «Колумбус Блю-Джекетс» | НХЛ             | 50                 | 9                  | 16                 | 25                 | 28                 | 4       | 1       | 0       | 1       | 0       |
| 2009–10         | «Колумбус Блю-Джекетс» | НХЛ             | 24                 | 2                  | 4                  | 6                  | 12                 | —       | —       | —       | —       | —       |
| 2009–10         | «Лос-Анджелес Кінгс»   | НХЛ             | 20                 | 3                  | 2                  | 5                  | 14                 | 6       | 3       | 1       | 4       | 2       |
| 2010–11         | «Атланта Трешерс»      | НХЛ             | 36                 | 7                  | 3                  | 10                 | 12                 | —       | —       | —       | —       | —       |
| 2010–11         | «Калгарі Флеймс»       | НХЛ             | 4                  | 0                  | 0                  | 0                  | 2                  | —       | —       | —       | —       | —       |
| Елітсерія разом | Елітсерія разом        | Елітсерія разом | 102                | 25                 | 42                 | 67                 | 110                | 21      | 5       | 5       | 10      | 14      |
| НХЛ разом       | НХЛ разом              | НХЛ разом       | 898                | 232                | 230                | 462                | 453                | 57      | 14      | 12      | 26      | 42      |

### Збірна
| Рік                | Команда            | Турнір             | І  | Г  | П  | О  | ШХ |
| ------------------ | ------------------ | ------------------ | -- | -- | -- | -- | -- |
| 1994               | Швеція             | МЧС                | 7  | 2  | 2  | 4  | 2  |
| 1996               | Швеція             | ЧС                 | 6  | 1  | 1  | 2  | 4  |
| 1998               | Швеція             | ЧС                 | 5  | 3  | 3  | 6  | 0  |
| 2000               | Швеція             | ЧС                 | 7  | 3  | 1  | 4  | 4  |
| 2001               | Швеція             | ЧС                 | 9  | 3  | 2  | 5  | 10 |
| 2004               | Швеція             | КС                 | 4  | 4  | 4  | 8  | 2  |
| 2006               | Швеція             | ОІ                 | 8  | 2  | 1  | 3  | 6  |
| 2010               | Швеція             | ОІ                 | 3  | 0  | 1  | 1  | 0  |
| Молодіжна збірна   | Молодіжна збірна   | Молодіжна збірна   | 13 | 1  | 4  | 5  | 10 |
| Національна збірна | Національна збірна | Національна збірна | 42 | 16 | 13 | 29 | 26 |